# Лукшије
Лукшије је насељено место у Босни и Херцеговини у општини Коњиц у Херцеговачко-неретванском кантону које административно припада Федерацији Босне и Херцеговине. Према попису становништва из 1991. у насељу је живјело 126 становника.

## Географија
Насеље се налази у долини Неретвице.

## Становништво
По последњем службеном попису становништва из 1991. године, у насељу Лукшије живело је 126 становника. Већина становника су били Хрвати.
| Националност     | 1991.        | 1981. | 1971. |
| Хрвати           | 102 (80,95%) |       |       |
| Муслимани        | 23 (18,25%)  |       |       |
| остали/непознато | 1 (0,48%)    |       |       |
| Укупно           | 126          |       |       |